# Osprey Publishing
Osprey Publishing er en Oxfordbaseret forlæggervirksomhed, der er specialiseret i militærhistorie. De udgiver primært bøger med illustrationer, og mange af deres udgivelser indeholder hele sider med håndtegnede billede, kort og fotografier i fuld farveskala. De producerer over et dusin serier, der hver fokuserer på specifikke aspekter og perioder i krigsførelse. Osprey har produceret over 2.3000 bøger. De er bedst kendt for deres Men-at-Arms-serie, de rhar over 500 titler, hvor hver bog er dedikeret til en specifik historisk hær eller militærenhed. Osprey er ejet af Bloomsbury Publishing.